# Марсело Рамірес
Марсело Антоніо Рамірес Гормас (ісп. Marcelo Antonio Ramírez Gormaz, нар. 29 травня 1965, Сантьяго) — чилійський футболіст, що грав на позиції воротаря за клуб «Коло-Коло», у складі якого — семиразовий чемпіон Чилі, володар Кубка Лібертадорес та переможець Рекопи Південної Америки. 
Грав за національну збірну Чилі.

## Клубна кар'єра
У дорослому футболі дебютував 1984 року виступами за команду клубу «Коло-Коло», в якій провів майже всю кар'єру, що тривала вісімнадцять років, за виключнням 1990 року, коли він захищав кольори «Наваль де Талькахуано».
У складі «Коло-Коло» сім разів ставав чемпіоном Чилі, виборював титул володаря Кубка Лібертадорес та переможця Рекопи Південної Америки. 1998 року виборював звання Футболіста року в Чилі. Завершив професійну кар'єру футболіста виступами за команду «Коло-Коло» у 2001 році.

## Виступи за збірну
1993 року дебютував в офіційних матчах у складі національної збірної Чилі. Протягом кар'єри у національній команді, яка тривала 6 років, провів у формі головної команди країни 37 матчів.
У складі збірної був учасником чемпіонату світу 1998 року у Франції, де, утім жодної гри не провів, оскільки був резервистом основного на той час голкіпера збірної — Нельсона Тапії з клубу «Універсідад Католіка».
У складі збірної також був учасником трьох розіграшів Кубка Америки: 1993, 1995, а також 1999 років.

## Титули і досягнення

### Командні
- Чемпіон Чилі (7):

«Коло-Коло»: 1986, 1989, 1991, 1993, 1996, 1997, 1998
- Володар Кубка Лібертадорес (1):

«Коло-Коло»: 1991
- Переможець Рекопи Південної Америки (1):

«Коло-Коло»: 1992

### Особисті
Футболіст року в Чилі: 1998